# Quethiock
Quethiock – wieś w Anglii, w Kornwalii. Leży 91 km na północny wschód od miasta Penzance i 320 km na zachód od Londynu. W 2001 miejscowość liczyła 429 mieszkańców.